# Mesophellia oleifera
Mesophellia oleifera är en svampart som beskrevs av Trappe, Castellano & Malajczuk 1996. Mesophellia oleifera ingår i släktet Mesophellia och familjen Mesophelliaceae.   Inga underarter finns listade i Catalogue of Life.